# دايكوكتن
دايكوكتن (大黒天) هو إله ياباني توفيقي للحظ والثروة. نشأ دايكوكتن من ماهاكالا، النسخة البوذية من الإله الهندوسي شيفا، ممزوجا بإله الشنتو الأصلي أوكونينوشي.